# José Ángel Córdova Villalobos
José Ángel Córdova Villalobos (León, Guanajuato; 19 de agosto de 1953) es un médico y político mexicano. Ocupó diversos cargos en el gobierno federal siendo secretario de Educación Pública y secretario de Salud. A nivel legislativo fue diputado federal de la LIX Legislatura.
Córdova Villalobos es médico cirujano y tiene una maestría en administración pública por la Universidad de Guanajuato; fue consejero y presidente del Consejo General del Instituto Electoral del Estado de Guanajuato (1994- 2002), posteriormente se afilió al PAN y fue elegido diputado federal plurinominal a la LIX Legislatura de 2003 a 2006. Fue designado secretario de Salud por el entonces presidente Felipe Calderón a partir del 1 de diciembre de 2006. Córdova se encargó de informar al mundo sobre el brote de Influenza A H1N1 en 2009. En el 2010 fue condecorado como Caballero de la Legión de Honor de Francia de manos del presidente francés Nicolas Sarkozy por su labor en beneficio de la población mexicana y su trabajo de más de 30 años para fortalecer las acciones de cooperación y amistad entre México y Francia. Posteriormente ocupó el cargo de Secretario de Educación Pública Federal durante el último año de la presidencia de Felipe Calderón.
En enero de 2013, renunció a su militancia en el Partido Acción Nacional. tras un presunto fraude electoral en la elección interna para la elección del candidato a la Gobernatura del Estado de Guanajuato para el 2012 del PAN contra Miguel Márquez Márquez, en donde Córdova Villalobos quedó en segundo lugar. 
Fue candidato a la alcaldía de la ciudad de León, Guanajuato en 2015 como candidato ciudadano, donde quedó en segundo lugar, a muy pocos puntos del ganador Héctor López Santillana de Acción Nacional.
Posteriormente fue candidato a Diputado Federal por la vía plurinuminal por Movimiento Ciudadano en 2021.

## Trayectoria
José Ángel Córdova Villalobos es originario de León, Guanajuato. Médico cirujano egresado de la Facultad de Medicina de León de la Universidad de Guanajuato; especialista en medicina interna por el Instituto Nacional de Ciencias Médicas y Nutrición «Salvador Zubirán»; en cirugía general y endoscopía digestiva en la Universidad Paul Sabatier de Toulouse, Francia; especialidad en administración pública estatal y municipal y maestría en administración pública por la Universidad de Guanajuato.
Asimismo, cuenta con cuatro doctorados honoris causa, conferidos por la Universidad Paul Sabatier de Toulouse, Francia en 2005; por la Universidad Autónoma de Chiapas; la Universidad Autónoma de Guadalajara; la Universidad Juárez Autónoma de Tabasco otorgados en 2012. Fue director de la Facultad de Medicina de la Universidad de Guanajuato de 1990 a 1997; jefe de servicio de cirugía general del Hospital General de la SSA en León de 1983 a 1987; subdirector médico del Hospital de Especialidades del IMSS de 1985 a 1990; presidente de la Asociación Mexicana de Endoscopía Digestiva de 1995 a 1996; secretario de relaciones de la Asociación Mexicana de Gastroenterología en 1993; y presidente de la Asociación Mexicana de Facultades y Escuelas de Medicina de 1995 a 1997.
Recibió el Premio "Robins" por el mejor promedio de la carrera de medicina en la Facultad de la Universidad de Guanajuato durante 1973, 1974 y 1975; el premio que se otorgó a los mejores estudiantes de México en 1976.
También fue Premio Nacional de Investigación por la Asociación Mexicana de Gastroenterología; Premio de Investigación en Salud en el estado de Guanajuato; Premio Afacimera y Orden al Mérito Francisco Hernández en Educación Médica en Buenos Aires, Argentina en 1997 y Premio FUNSALUD, «Robinson Bours» en Educación Médica en 1997.
De igual forma, ha recibido diversos reconocimientos como el del gobierno de Guanajuato por su trayectoria académica; por la Academia Nacional de Medicina por su trayectoria legislativa y por la Secretaría de Salud Federal por su trabajo legislativo.
Durante su carrera profesional Córdova ha participado en más de 180 foros nacionales e internacionales, ha presentado 233 trabajos científicos; incluyendo artículos, capítulos y libros completos alrededor del mundo.
Pertenece a 13 asociaciones científicas nacionales e internacionales, tiene seis certificaciones por los diferentes consejos de especialidad en México, participó en 11 puestos directivos diferentes y fue jurado en diversas ocasiones para eventos científicos.
Fue consejero ciudadano del Instituto Electoral del Estado de Guanajuato (IEEG) y presidente del Consejo General del mismo. Diputado federal por el Partido Acción Nacional a partir del primero de septiembre de 2003. Presidente de la Comisión de Salud de la LIX Legislatura del primero de octubre de 2003 al 31 de agosto de 2006. Considerado por Consulta Mitofsky, en una encuesta sobre todos los integrantes de la Cámara Baja, como el diputado que más trabajó en comisiones. Presidente del Grupo de Amistad México-Polonia de la LIX Legislatura. Fue presidente del 50 Consejo Directivo de la Organización Panamericana de la Salud.
El 9 de febrero de 2010, José Ángel Córdova recibió la condecoración más importante de Francia, la Legión de Honor, en grado de caballero por su trabajo destacado en el fortalecimiento de las relaciones de amistad México-Francia.
El 9 de septiembre de 2011, el entonces presidente Felipe Calderón Hinojosa anunció el relevo de Córdova de su gabinete, debido a las aspiraciones de éste de ser el candidato panista al Gobierno de Guanajuato no sin antes opinar sobre Córdova que "hoy lo reconocen como uno de los mejores secretarios de Salud del mundo y seguramente es uno de los mejores que ha tenido México".
El 16 de marzo de 2012, José Ángel Córdova fue nombrado secretario de Educación Pública por Felipe Calderón tras la renuncia de Alonso Lujambio.
En enero de 2013, renunció a su militancia en el Partido Acción Nacional. Es primo del arquitecto Javier Villalobos Jaramillo y de la actriz Luz Maria Villalobos Vazquez.

## Controversias
Córdova Villalobos enfrentó diversas controversias en su gestión como secretario de salud debido a su pensamiento conservador frente a políticas de estado como la prevención y las pruebas rápidas del VIH/sida, el uso del condón y la píldora del día siguiente. En una entrevista con Katia D'Artigues, Córdova declaró:

La Secretaría de Salud prepara una nueva estrategia que estará basada principalmente en promover la educación por medio de la familia […] la promoción para el uso del condón dejará de ser prioridad en las campañas de prevención del sida, se impulsará con mayor fuerza el que las familias asuman su participación en el fomento de valores como la abstinencia y la fidelidad […] De repente hay acciones que más que prevención parecían hacer promoción de prácticas de mayor riesgo, por ejemplo, dentro de las campañas de no discriminación había algunas que parecían más promover el homosexualismo que evitar la discriminación a los homosexuales y dices, bueno, ¿quién hizo estos spots?, ¿se trata de no discriminar o se trata de promover algo? Creo que en este sentido hay que ser muy críticos

Organizaciones de la sociedad civil y colectivos de derechos sexuales y reproductivos criticaron con una carta abierta publicada el 19 de enero de 2007 las declaraciones de Córdova. Afirmaron el aumento del conocimiento sobre el preservativo entre la juventud y que la política de estado mexicana iba en contra de las políticas de organismos como la Organización Mundial de la Salud. La organización Católicas por el Derecho a Decidir criticó a través de un desplegado las posturas de Córdova Villalobos asumiéndolas como posturas morales y no científicas. Ante la controversia Córdova tuvo que retractarse y reafirmar la literatura científica sobre la efectividad "incontrovertible" del condón en la prevención del VIH/sida y las enfermedades de transmisión sexual. Asimismo decidió asistir a una marcha contra la homofobia, hecho que fue criticado por colectivos de la diversidad sexual.
El funcionario fue criticado en diciembre de 2007 por su propuesta de establecer pruebas de VIH/sida obligatorias en trámites como los matrimonios como forma de garantizar el derecho a la salud de las mujeres, principalmente. Argumento que fue cuestionado por miembros de la propia cartera que dirigía así como por organismos que argumentaron posibles violaciones a derechos humanos si se implementara tal medida así como ir en sentido contrario a directrices nacionales e internacionales.
Córdova fue criticado también por la designación de Bernardo Fernández del Castillo como director de asuntos jurídicos de la Secretaría de Salud por la asociación de este con grupos opositores a los derechos sexuales y reproductivos. Fernández fue sustituido de su cargo al llegar a la secretaría el sucesor de Córdova, Salomón Chertorivski.

## Libros editados
- Córdova Villalobos, José Ángel. Cirugía General para Estudiantes de Medicina, Facultad de Medicina de León, Universidad de Guanajuato.
- Córdova Villalobos, José Ángel; Krauze, Enrique; Reyes Heroles, Federico; Moreno, Alejandro. El Sueño Mexicano, Trilce Ediciones SA de CV, México, 2009.
- Córdova Villalobos, José Ángel; Ponce de León Rosales, Samuel; Valdespino, José Luis. 25 Años de SIDA en México, Logros, Desaciertos y Retos. Instituto Nacional de Salud Pública, CENSIDA Y SECRETARÍA DE SALUD.
- Simón Barquera; Ismael Campos; Córdova Villalobos, José Ángel; Et. Al. Dislipidemias, epidemiología Evaluación, Adherencia y tratamiento. Simón Baquero Ismael Campos Editores. Instituto Nacional de Salud Pública.
- Córdova Villalobos, José Ángel. La salud de los mexicanos 2007-2012. Colección Platino, LXXV Aniversario de la Academia Mexicana de Cirugía. Editorial Afil, México, 2009.
- Córdova Villalobos, José Ángel y De la Torre Bravo, Antonio. Procedimientos Endoscópicos en Gastroenterología, Segunda Edición, México, 2009.
- Córdova Villalobos, José Ángel; Valdespino Gómez(+); y Ponce de León Rosales. La Epidemia de Influenza A/H1N1 en México, Editorial Panamericana, México, 2010.

## Capítulos en libros
- Córdova Villalobos, José Ángel y Hernández Ávila, Mauricio. "La epidemia de influenza humana A/H1N1 en México: acciones y lecciones". Foreign Affairs Latinoamérica. Volumen 9, ITAM, Número 3, México, 2009.
- Córdova Villalobos, José Ángel. Capítulo 86: "Anatomía, fisiología y alteraciones congénitas del intestino delgado". Tratado de Cirugía General, segunda edición. 2009. Asociación Mexicana de Cirugía General, A.C. & Consejo Mexicano de Cirugía General, A.C. Editorial El Manual Moderno.
- Córdova Villalobos, José Ángel. Capítulo 11: "Unidades Médicas de Especialidades". La Salud de los Mexicanos 2007-2012. Academia Mexicana de Cirugía, LXXV Aniversario. Editorial Alfil, México 2009.
- Córdova Villalobos, José Ángel. LIX Legislatura (Actividades 2003-2006)."Hacia una Nueva Cultura de la Salud en México". Alianza Médica, Alianza por un México Sano.-ILCE, 2007.
- Córdova Villalobos, José Ángel. "México Agenda de Salud para las Américas", 2008-2017.
- Córdova Villalobos, José Ángel; Cortés Gallo, Gabriel; y Ramírez Barba, Éctor Jaime. "Bioestadística Básica Manual de medicina basada en la Evidencia".
- Barriguete, Armando; Córdova Villalobos; José Ángel; Et. Al. "Síndrome Metabólico y Enfermedad Cardiovascular", Capítulo 15 Síndrome metabólico: "Estrategias para lograr la adherencia terapéutica para la prevención clínica de enfermedades crónicas no transmisibles (ECNT)", 3.ª edición. Editorial Inter Sistemas México, D.F.
- Córdova Villalobos, José Ángel; Hernández Ávila, Mauricio; Et. Al. "El Derecho a la Salud" en Avances y Perspectivas del Derecho a la Protección de la Salud, A 200 años de la Independencia, 100 años de la Revolución y 25 Años de su Establecimiento Constitucional. Capítulo 1, Cámara de Diputados LX Legislatura y Senado de la República LX Legislatura. Editorial SIE, Primera Edición, México, 2010.
- Córdova Villalobos, José Ángel; Frenk Mora, Julio; y Lamy, Phillippe. "De la Ampliación de la Cobertura a la Tutela del Derecho a la Salud: Las Reformas de Segunda Generación al Seguro Popular" en Cuaderno de Derecho y Ciencia, Num. 3 Vol.I, Tercer Trimestre del 2010. ITAM. Edición Tiro Corto, México 2010.
- Campa, Homero; José Ángel, Córdova Villalobos y Hernández Ávila, Mauricio. "Enfrentando la Pandemia, Foreign Affairs Latinoamérica", Vol. 9, Núm. 3 2009, ITAM, Editorial Sandoval, México 2009.
- Córdova Villalobos, José Ángel; y Fajardo Dolci, Germán. "Historia de le Endoscopía Digestiva" en Endoscopía del Siglo XXI, Capítulo 1, Academia Mexicana de Cirugía, México.

## Premios y reconocimientos
- Reconocimiento como “Héroe Binacional de los Migrantes” por el Senado del Estado de California. Zacatecas, Zacatecas 30 de septiembre de 2008.
- Reconocimiento/ Por la gran labor humanitaria y participación en la valoración y canalización de personas y grupos que se encuentran en estado de vulnerabilidad./ Nueva Generación de los Derechos Humanos, A.C., Coacalco de Berriozabal, Estado de México, 13 de julio de 2006
- Reconocimiento de Naciones Unidas “Más México en Naciones Unidas, Más Naciones Unidas en México”, 2009. Por su contribución a la salud pública mundial en la contención de la pandemia del virus A (H1N1). octubre 2009.
- Reconocimiento Medalla de la Gran Cruz, otorgado por la Cruz Roja Mexicana, México DF., 22 de octubre de 2009.
- Condecoración de la Orden Nacional de la Legión de Honor en grado de Caballero, otorgado por el gobierno de francés el 9 de febrero de 2010 en París, Francia.
- Reconocimiento del Doble Eagle Award que otorga los Líderes de Opinión de los medios de comunicación enfocados a los hispanos en Chicago EUA en junio del 2010.
- Reconocimiento por el Consejo Mexicano de Comercio Exterior Sur por el liderazgo frente a la Secretaría de Salud. 19 de junio de 2012, Puebla, Pue.